# Palimpseste d'Archimède
Pour le roman, voir Éliette Abécassis#Carrière littéraire et cinématographique.

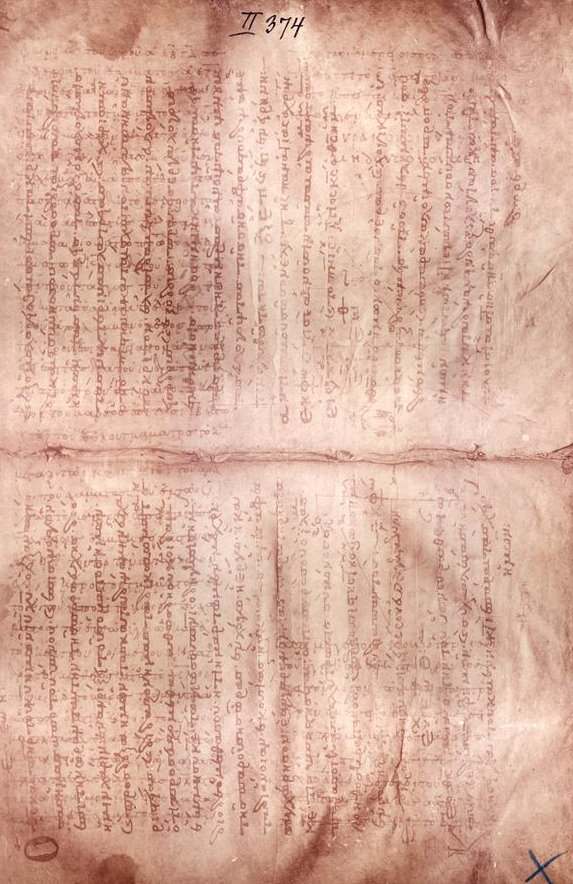
Une page typique du palimpseste d'Archimède. Le manuscrit original du texte est écrit de droite à gauche, dissimulé sous le texte de prières écrites de haut en bas.

Le palimpseste d'Archimède est une des plus anciennes copies d'un ouvrage écrit par le mathématicien, physicien et ingénieur grec Archimède de Syracuse (287-212 av. J.-C.).
L'ouvrage est relié sous la forme d'un codex. C'était un livre d'environ 90 pages avant d'être transformé en un palimpseste de 177 pages. Le texte originel d'Archimède, recopié au Xe siècle, a été gratté par un copiste qui a réécrit par-dessus un livre liturgique grec, dans la seconde moitié du XIIe siècle ou dans la première moitié du XIIIe siècle,. Heureusement, l'effacement du texte original fut incomplet, et on peut encore le lire grâce à des ultraviolets, rayons X et à la simple lumière.
Il fut découvert à Constantinople en 1906 et publié à partir de photographies par le philologue danois Johan Ludvig Heiberg (1854-1928), puis traduit du grec en anglais par Thomas Heath.

## Contenu sous-jacent
Parmi les textes d'Archimède découverts dans l'ouvrage, quatre étaient déjà connus dans d'autres versions, lesquelles permettent d'en vérifier l'exactitude, et trois étaient restés inédits jusque-là. Sont identifiés :
- De l’équilibre des figures planes ;
- Des spirales ;
- De la mesure du cercle ;
- De la sphère et du cylindre ;
- Des corps flottants (seule copie connue en grec) ;
- De la méthode (seule copie connue) ;
- Stomachion (seule copie connue).

Le palimpseste contient également dix pages de l'orateur attique du IVe siècle av. J.-C. Hypéride, dans une copie datée du XIe siècle. Six folios contiennent un commentaire transcrit à la fin du IXe siècle relatif aux Catégories d'Aristote, attribué à un texte perdu d'Alexandre d'Aphrodise ou à Porphyre de Tyr. Douze autres pages proviennent de deux livres différents, non encore identifiés en 2010.

## Contenu mathématique

### La Méthode
Le contenu le plus remarquable de ce palimpseste est le traité d'Archimède La Méthode dont c'est la seule copie connue. Ce traité donne des indications précieuses sur une méthode utilisée par Archimède pour déterminer certaines mesures d'aire ou de volume, par exemple l'aire d'un segment de parabole ou le volume d'une boule. Outre ces deux résultats, on y trouve également le calcul du centre de gravité d'une demi-sphère, et celui d'un tronc de paraboloïde.
Des démonstrations géométriques de formules d'aire ou de volume sont connues depuis l'Antiquité et reposent sur un double raisonnement par l'absurde appelé méthode d'exhaustion : pour prouver que deux quantités sont égales, on suppose que la première est plus grande que la seconde et on démontre que cela conduit à une contradiction, puis on suppose que la seconde est plus grande que la première pour arriver à une autre contradiction. On en déduit alors l'égalité des deux quantités. Ces raisonnements reposent généralement sur des encadrements de la figure par des figures quarrables de plus en plus précises (voir quadrature de la parabole). La méthode par exhaustion nécessite cependant de connaître a priori le résultat final. Par exemple, on ne calcule pas l'aire du segment de parabole ; on prouve que cette aire est égale à 4/3 de l'aire d'un certain triangle inscrit dans ce segment. De même, on ne calcule pas le volume de la boule ; on prouve que ce volume est le quadruple du volume d'un cône de base égale à un grand cercle de la boule et de hauteur égale au rayon de la boule. Mais, avant la découverte de ce parchemin, on ignorait comment Archimède était parvenu à deviner quelles étaient les formules à prouver. L'explication figure dans La Méthode.
Dans ce traité, Archimède utilise des méthodes mécaniques par pesées, en découpant les surfaces ou les volumes considérés en tranches (voir quadrature par la méthode des pesées). Sa démarche, remarquable par l'utilisation unique à l'époque qu'il fait de l'infini, utilise des techniques très proches de celles qui seront réinventées au XVIIe siècle, en particulier la méthode des indivisibles de Cavalieri, précurseur du calcul intégral de Newton et Leibniz. Aucun de ces auteurs n'avait connaissance de la Méthode utilisée par Archimède.
Quelques pages de La Méthode n'ont pas été utilisées par l'auteur du palimpseste et sont donc sans doute définitivement perdues, comme le calcul du volume de l'intersection de deux cylindres.

### Le Stomachion

Le Stomachion est un problème de puzzle présent dans le palimpseste d'Archimède.

Le palimpseste fournit aussi un exemplaire de Stomachion. Ce problème se présente comme un puzzle à reconstituer. Analogue au tangram, il est composé de 14 pièces (contre 7 pour le tangram). Le document concernant le Stomachion est très incomplet, mais Archimède semble donner la méthode de construction de celui-ci et les rapports des angles des différentes pièces ainsi que leurs aires. Reviel Netz, de l'université Stanford, pense que la réflexion d'Archimède portait sur le nombre de façons de reconstituer celui-ci. Les calculs sur les combinaisons mènent à 17 152 combinaisons possibles, dont 536, différentes à une isométrie près, permettant de reconstituer le carré. Le document présent sur le palimpseste est trop incomplet pour que l'on puisse savoir si Archimède a abouti au même résultat. Ce travail serait alors l'utilisation la plus élaborée de la combinatoire dans l'antiquité grecque.

## Histoire du document

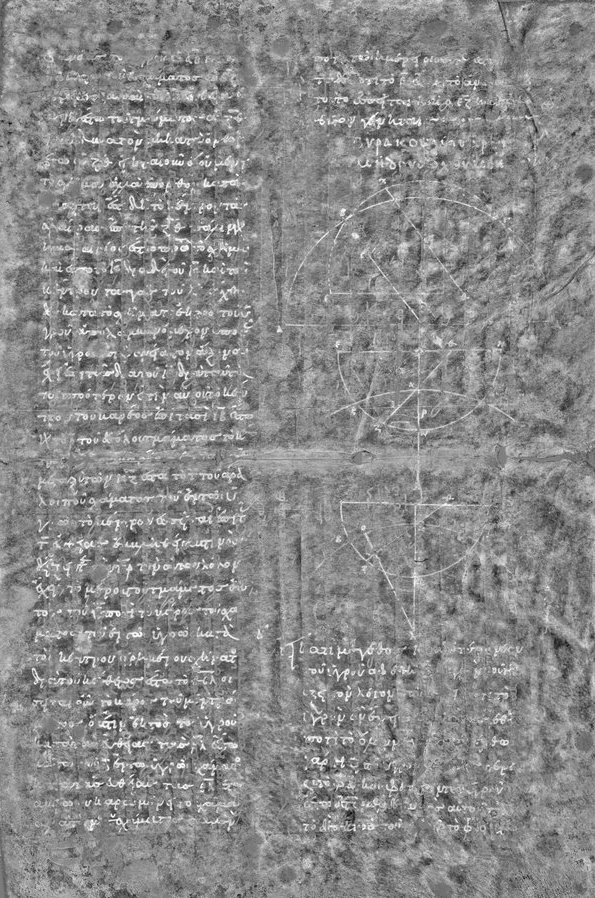
Mise en évidence du texte d'Archimède par des techniques d'imagerie scientifique.

On suppose que le livre de prières, l'Euchologion, écrit au XIIe ou XIIIe siècle, fut conservé au monastère de Mar Saba, près de Bethléem. Un colophon déchiffré en 2002 mentionne la date du 13 avril 1229. Le livre aurait été retiré du monastère dans le courant du XIXe siècle pour aboutir à Constantinople, dans la bibliothèque du métochion du Saint Sépulcre. En 1899, Papadopoulos[à vérifier], qui établit le catalogue des manuscrits appartenant au patriarche de Jérusalem, repère dans l'Eucologe quelques lignes de sous-texte qu'il copie et publie, et qui retiennent l'attention de Johan Ludwig Heiberg, professeur de grec et spécialiste d'Archimède. En 1906 ce dernier visite le métochion et étudie et photographie sur place le manuscrit en 1908. Il y déchiffre des théorèmes d'Archimède,.
On ne sait pas ce qu'il advint du palimpseste de 1908 à 1998. Il est mis en vente à cette date chez Christie's et semble provenir d'une collection privée en France, qui affirme le posséder depuis les années 1920 (il aurait été rapporté de Turquie par un dénommé Marie Louis Sirieix, décédé en 1956, qui était le grand-père maternel du vendeur, Robert Guersan). À cette date, il fait l'objet d'un litige juridique : le patriarche de Jérusalem revendique sa possession, arguant du fait que ce manuscrit aurait été dérobé en 1920. La cour a statué en faveur du propriétaire actuel. Le palimpseste est ensuite acheté pour deux millions de dollars par un acheteur anonyme.
Il a cependant souffert durant cette période. Certaines pages, présentes en 1906, ont disparu. Vers 1938, un des propriétaires du manuscrit a cru bon d'insérer des images dans le document dans le but d'accroître sa valeur marchande. Il a ainsi contribué à rendre définitivement illisible le texte original. Enfin, le palimpseste a subi des attaques de moisissures.
Le palimpseste a été déposé en janvier 1999 par son acquéreur au Walters Art Museum de Baltimore, qui est chargé de sa conservation, sa restauration et son étude.
Une équipe en imagerie scientifique de l'institut de technologie de Rochester a entrepris une étude du document par ultraviolet. Reviel Netz, de l'université Stanford, a ainsi pu compléter le travail entrepris par Heiberg. En mai 2005, une nouvelle tentative d'exploration du document, à l'aide d'ultraviolets profonds, a permis de mettre au jour des textes que les méthodes précédentes n'avaient pas encore pu déchiffrer. En août 2006, l'exploration continue grâce à un procédé permettant de faire briller le fer contenu dans les anciennes encres à l'aide de rayons X.
En avril 2007, William Noel, conservateur du manuscrit, annonce que de nouveaux écrits ont été mis au jour : un commentaire d'un texte majeur d'Aristote, Les Catégories, et un discours de l'orateur grec Hypéride.